# Dedza
Dedza est la ville chef-lieu district de Dedza dans la région centrale du Malawi.

## Description
Dedza est situé à environ 85 km au sud de Lilongwe, la capitale du Malawi, et le long de la route M1 de Blantyre à l'endroit où l'autoroute trans-africaine venant de Johannesburg entre dans le pays.
Avec une altitude de 1 590 m c'est la ville la plus haute du Malawi. En juin et juillet, il peut faire frais, surtout le matin et le soir.

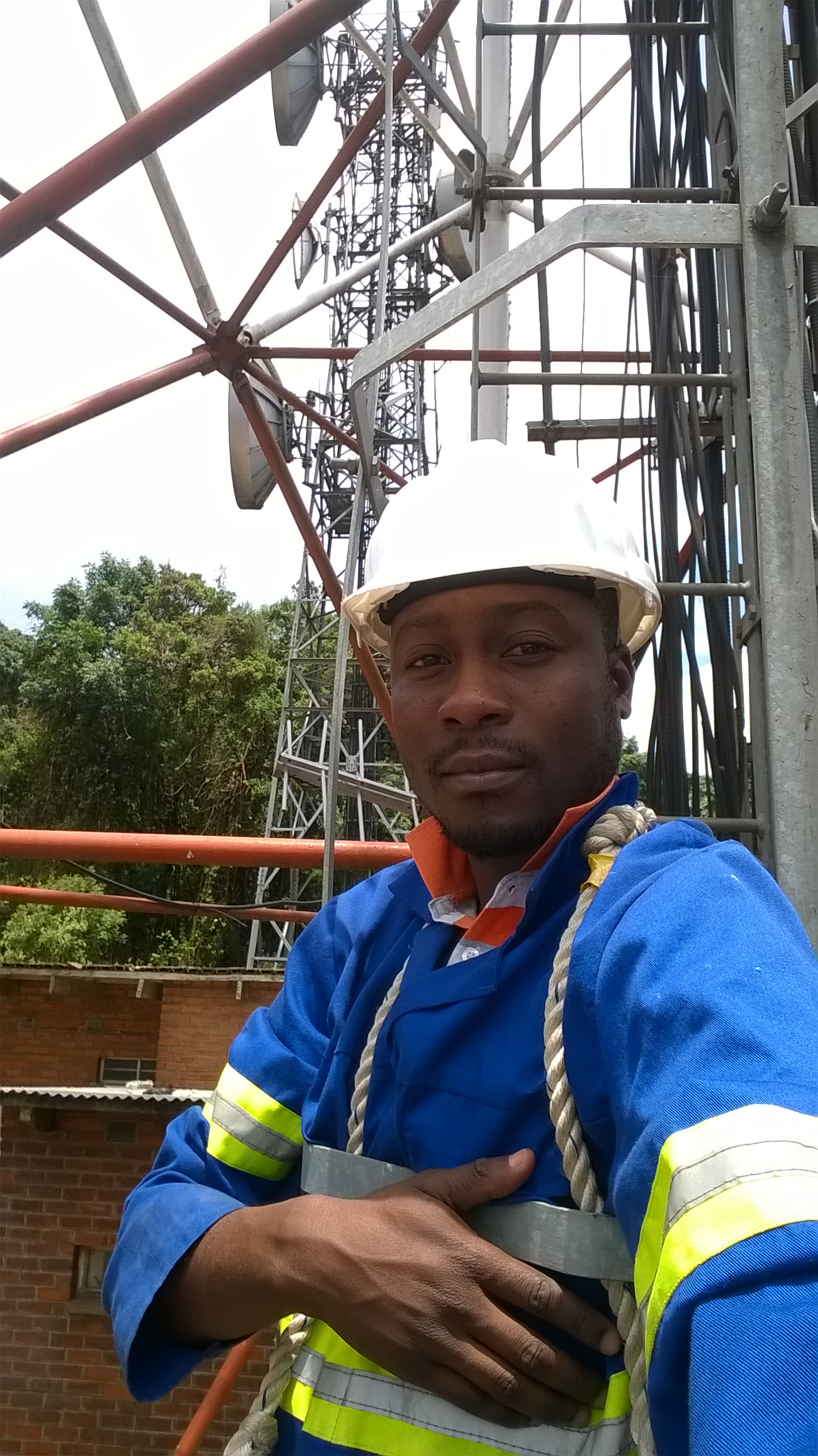
Installation d'une station de radio FM au mont Dedza

La ville est entourée par une route périphérique connecté à la M1. À la sortie nord du centre-ville se trouve une station de bus, des bureaux de l'Assemblée communale, des stades de sports, un poste de police, des banques et des stations-service. Au sud, il y a un hôpital et un grand marché. Il y a beaucoup de boutiques et commerces le long de la route et un chemin de terre (en) parallèle. Deux autres stations-service sont situés sur la M1.
L'hébergement est possible à la Dedza Pottery, Panjira Lodge Rainbow Resthouse et d'autres resthouses locales. Il y a de nombreux bars et cafés dans le centre-ville, tels que le Boiz club et Golden Dish et un cyber-café - AY Business Café. Le Dedza Pottery Coffee Shop est situé le long d'un chemin de terre près de la jonction nord de M1.
Une marche jusqu'au sommet du mont Dedza (en) (2 198 m) est possible par une route de maintenance pour les communications aériennes.
Les principales industries de la ville sont Paragon Ceramics, qui produit des carreaux de sol et de tuiles, situés à la Dedza Pottery et WICO Sawmill sur le côté opposé de la route.
Les bureaux des différents services de l'Assemblée du district de Dedza sont situés dans le canton. On trouve aussi les bureaux de plusieurs ONG opérant dans le district, comme Save the Children, Concern Universal et la Croix-Rouge. La ville a plusieurs écoles primaires, école secondaire Mchisu et les écoles secondaires Umbwi et Dedza.
Dedza est liée à Norwich au Royaume-Uni par un partenariat via un organisme de bienfaisance au Royaume-Uni. Le partenariat soutient l'éducation, la santé, l'agriculture, le développement du tourisme et les organisations du secteur public dans le district de Dedza par les travailleurs bénévoles, fourniture d'ordinateurs et d'autres matériels et micro-financement à petite échelle.
La clinique ophtalmologique de l'hôpital du district de Delza est soutenue par l'organisation caritative Far Sight de Norwich, qui a fourni la formation et l'équipement.

## Climat

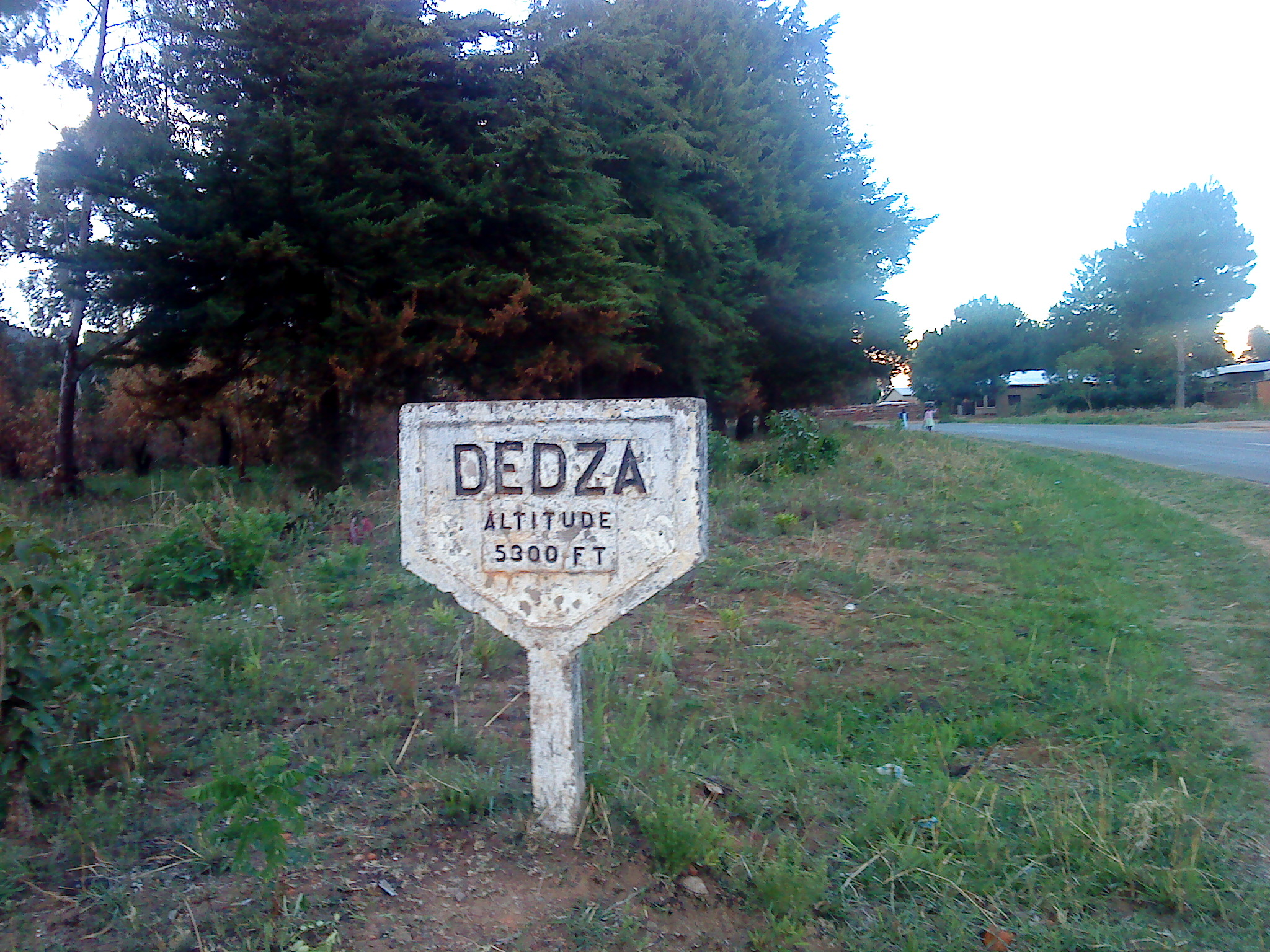
Marqueur d'altitude à Dedza

Dedza a un climat océanique ; son code est Cwb selon la classification de Köppen, ce qui signifie un climat tempéré (C), avec une saison sèche en hiver (w) et un été tempéré (b).
| Mois                                | jan.  | fév.  | mars  | avril | mai  | juin | jui.  | août  | sep. | oct.  | nov. | déc.  | année   |
| ----------------------------------- | ----- | ----- | ----- | ----- | ---- | ---- | ----- | ----- | ---- | ----- | ---- | ----- | ------- |
| Température minimale moyenne (°C)   | 15,5  | 15,4  | 15    | 13,9  | 11,7 | 9,5  | 9,1   | 10,6  | 13,2 | 15    | 15,9 | 15,7  | 13,4    |
| Température moyenne (°C)            | 18,7  | 19    | 18,5  | 17,6  | 15,9 | 14   | 13,6  | 15,2  | 17,8 | 19,7  | 20   | 19,1  | 17,4    |
| Température maximale moyenne (°C)   | 23    | 23    | 23    | 22,5  | 21,2 | 19,4 | 19    | 20,5  | 23,3 | 24,9  | 24,9 | 23,5  | 22,3    |
| Ensoleillement (h)                  | 151,9 | 142,8 | 182,9 | 213   | 248  | 246  | 241,8 | 269,7 | 288  | 288,3 | 225  | 164,3 | 2 661,7 |
| Précipitations (mm)                 | 288,6 | 233,9 | 179,6 | 67    | 10,6 | 4,1  | 3,7   | 1,3   | 4    | 11,9  | 74,1 | 231   | 1 109,8 |
| Nombre de jours avec précipitations | 20    | 17    | 13    | 6     | 2    | 2    | 3     | 2     | 1    | 2     | 6    | 15    | 89      |
| Humidité relative (%)               | 84    | 86    | 83    | 81    | 72   | 67   | 66    | 60    | 55   | 57    | 65   | 80    |         |

## Démographie
| Année | Population |
| ----- | ---------- |
| 1977  | 5 448      |
| 1987  | 16 899     |
| 1998  | 15 259     |
| 2008  | 15 753     |
| 2018  | 30 928     |

## Personnalité liées
- Cecilia Kadzamira, femme politique, y est née.